# 真赤な太陽 (美空ひばりの曲)
「真赤な太陽」（まっかなたいよう）は、1967年（昭和42年）5月25日に発売された、美空ひばりとジャッキー吉川とブルー・コメッツの楽曲。

## 解説
グループ・サウンズ全盛期であったこの頃、美空ひばりが「ブルー・シャトウ」の大ヒットを飛ばしたジャッキー吉川とブルー・コメッツの5人を従えて歌った楽曲。元は美空ひばり芸能生活20周年記念アルバム『歌は我が命～美空ひばり芸能生活20周年記念』に収録する為に制作された曲で、シングル盤を発売する際にひばりのスタッフの中で評判が高く、ひばりの母・加藤喜美枝もシングル化を推したことから、アルバムからのシングル・カットとして発売されることになったという話が残る。
本楽曲はグループ・サウンズの雰囲気を強調しており、歌番組などでは当時30歳だったひばりが初めてミニスカートを着用し、ゴーゴーダンスを踊りながら歌うなど、それまでのひばりのイメージとは大きく異なる楽曲であり、ひばりの新境地が垣間見えた楽曲であった。
結果的に、「ブルー・シャトウ」の150万枚には及ばなかったものの、140万枚を売り上げるミリオンセラーとなり、記録的な売り上げを残した。これは美空ひばり自身の歴代シングル売り上げ枚数では第4位に相当する。後に多数のシンガー、ミュージシャンにカバーされた曲でもある（後述）。
作曲を手がけた原信夫によれば、「ひばりの母さん（加藤喜美枝）から『お嬢に曲を書いてよ』と頼まれて、最初は演歌風のものを書こうと思ったが、ありきたり（のメロディー）になっちゃうんで、開き直ってジャズのリズムで作った」とのことで、ひばりは本曲について「これは私の曲じゃないよね」と原に言うと、「ジャズのリズムならお手の物でしょう」と原が返し、それにひばりは笑みを浮かべたという逸話が残る。また当初は原が率いていたビッグバンド「シャープス&フラッツ」が演奏することも考えたが、グループ・サウンズブームだったことに目をつけて、原の脳裏にふと思い浮かんだブルー・コメッツの井上忠夫（のちに井上大輔）にアレンジを依頼し、バックもブルー・コメッツが務めることになったという。
また原は本楽曲が完成した際、ひばりと江利チエミのどちらに歌わせるか迷った末にひばりの楽曲にしたことも後に語っている。本楽曲がヒットした後にチエミは「あれは本当は私の曲よ」と嫉妬したという。
カップリング曲の『やさしい愛の歌』は、やはり『歌は我が命～美空ひばり芸能生活20周年記念』収録曲で、「真赤な太陽」の作曲を手がけた原信夫が自身のビッグバンド「シャープス&フラッツ」と共に演奏に加わっている。

## 収録曲

### オリジナル盤
1. 真赤な太陽
  - 作詞：吉岡治、作曲：原信夫、編曲：井上忠夫
2. やさしい愛の歌
  - 作詞：西沢爽、作曲・編曲：佐伯亮

### 1992年盤
1. 真赤な太陽
  - 作詞：吉岡治、作曲：原信夫、編曲：井上忠夫
2. 素適なランデブー
  - 作詞・作曲・編曲：原六朗

## カバー
- 黛ジュン（1967年、4曲入りコンパクト盤『霧のかなたに/恋のハレルヤ/真赤な太陽/恋のサルビア』（東芝音楽工業/CP-4266）用にカバー・バージョンを録音したもののひばり側より発売拒否を受ける。そのバージョンは1994年にCDシングルで発売）
- テレサ・テン（1968年、アルバム『鄧麗君之歌第四集 比翼鳥』。中国語版「熱情的月亮」としてカバー）
- 井上晴美（1991年、シングル『ふりむかないで』のc/wに収録）
- 東京スカパラダイスオーケストラ（1995年、アルバム『GRAND PRIX』に収録）
- 長保有紀（1995年、シングル『真赤な太陽』に収録）
- 天童よしみ（1996年、アルバム『夢歌 天童・美空ひばりを歌う』に収録）
- 杏子 (ミュージシャン)（2000年、トリビュート・アルバム『美空ひばりトリビュート』に収録）
- 島津亜矢（2001年、アルバム『波動 亜矢・美空ひばりを唄う』に収録）
- さだまさし（2008年、アルバム『情継 こころをつぐ』に収録）
- 神野美伽（2008年、アルバム『そして…私』に収録）
- 桑田佳祐（2009年、ライブビデオ『昭和八十三年度!ひとり紅白歌合戦』に収録）
- 沢知恵（2010年、アルバム『ライブ・アット・ラカーニャ夏』に収録）
- 水樹奈々（2011年、ライブビデオ『NANA MIZUKI LIVE GRACE -ORCHESTRA-』に収録）
- 玉城千春（2011年、シングル「神様」にライブ音源収録）
- 川中美幸（2012年、アルバム『名曲〜人・うた・心』に収録）
- ゴスペラーズ（2013年、アルバム『ハモ騒動〜The Gospellers Covers〜』に収録）
- 坂本冬美（2013年、アルバム『Love Songs IV 〜逢いたくて 逢いたくて〜』に収録）
- 山内惠介（2013年、アルバム『時代を超えた同歳』に収録）
- 石原詢子（2014年のCD-BOX『石原詢子 時代のうた』、2015年のアルバム『我がこころの愛唱歌II 〜人情と活気に溢れてたあの時代〜』に収録）
- 吉井和哉（2014年、アルバム『ヨシー・ファンクJr. 〜此レガ原点!!〜』に収録）
- 秋川雅史（2015年、アルバム『Sings～美空ひばりを歌う～』に収録）
- 杜このみ（2016年、シングル「鴎の海峡(赤盤)」に収録）
- 市川由紀乃（2017年、アルバム『唄女II〜昭和歌謡コレクション』に収録）
- 氷川きよし（2018年、アルバム『新・演歌名曲コレクション7 -勝負の花道-』に収録）
- みちのく娘!（2020年、アルバム『みちのく物語』に収録）
- 梅谷心愛（2024年、アルバム『心愛のうた～昭和歌謡名曲セレクション～』に収録）